# Lycée Français Josué Hoffet
Trường quốc tế Pháp Lycée Français Josué Hoffet tọa lạc ở Viêng Chăn, Lào. Trường này phục vụ khối lớp từ maternelle (mầm non) đến lycée (trung học phổ thông).
Trường thành lập vào năm 1986 với cái tên École française Hoffet de Vientiane và đổi thành tên gọi hiện tại vào năm 2007. Tính đến năm 2014, toàn trường có tới 580 học sinh.
Trường được đặt theo tên của Josué Hoffet.